# Don Redman
Don Redman (Piedmont, West-Virginia, 1900. július 29. – New York, 1964. november 30.) amerikai dzsesszzenész: klarinétos, szaxofonos, hangszerelő, zenekarvezető, zeneszerző.

## Pályakép
Zenetanár apa és énekesnő anya gyermekeke volt. Szintén zenésznek készült. Redman három évesen trombitált, tizenkét éves korára pedig már minden fúvós hangszeren játszott.
1916-tól a Storer College-ban tanult. Tehetsége túlmutatott a zenén is. A főiskolai zenekar, dzsesszzenekar, kórus tagjaként tagja volt a főiskolai vitatársaságnak is, és rendszeres résztvevője a szónoki versenyeknek. Játszott az egyetemi baseball- és kosárlabdacsapatokban is. A futballcsapatban hátvéd poszton játszott. A zenei osztály igen aktív volt, és a diákok gyakran felléptek a közösség különböző helyszínein. Don Redman itt töltött évei alatt a zenehallgatók évente elzarándokoltak a martinsburgi M.E. templomba és a charlestowni Wainwright baptista templomba koncertetjeire.
Már diákként is számos eredeti kompozíciót írt és adott elő. 1919-ben egyike volt annak a két diáknak, akik ösztöndíjat kaptak ki kiváló munkájukért. Madandó zenei hozzájárulása a „Storer College Alma Mater” kompozíciója volt, amely a kollégium történetének része lett.
Redman 1920-ban végzett a Storer College-ban.
A „Billy Paige’s Broadway Syncopators” együttes tagja lett. Hamarosan felfigyelt rá Fletcher Henderson. Don Redman csatlakozott Henderson zenekarához, és nemcsak a zenekar feldolgozásait írta meg, hanem klarinéton és szaxofonon is játszott. Redman innovatív hangszereléseinek köszönhetően az együttes kisvártatva az ország egyik legkiemelkedőbb fekete zenekarává vált.
1927-ben Don Redman a „McKinney’s Cotton Pickers”  zeneigazgatója lett. Feldolgozásai ezidőben kidolgozottabbak lettek, mind harmóniában, mind ritmusban.
1931-ben megalapította saját zenekarát, a „Don Redman Orchestra”-t. A zenekar tíz évig együtt maradt, és Harlemben, a Connie's Innben állandó szereplővé vált. 1946-ban all-star zenekart alapított. Ez volt az első amerikai dzsesszzenekar, amelyik a második világháború után Európában turnézott. 1949-ben Redman a Pearl Baileyvel szerepelt a House of Flowers című musicalben.
Későbbi éveiben már ritkán lépett fel nyilvánosan, inkább több olyan kompozíción dolgozott, amelyeket nyilvánosan még soha nem adtak elő.

## Albumok
- How'm I Doin' Hey Hey (1932)
- Doin' the New Lowdown (1932)
- Doin' the New Lowdown (1994)
- 1931–1933 (1990)
- 1933–1936 (1991)
- 1936–1939 (1991)

## Filmek
- Don Redman az IMDb-n